# Сумаре, Мириам
Мириа́м Сумаре́ (фр. Myriam Soumaré; род. 29 октября 1986 года в Париже, Франция) — французская бегунья на короткие дистанции. Чемпионка Европы 2010 года и многократный призёр чемпионатов Европы. На Олимпийских играх 2008 года бежала эстафету 4×100 метров, однако её команда не смогла финишировать. На Олимпиаде в Лондоне заняла 7-е место в беге на 200 метров.
Заняла 6-е место на соревнованиях Weltklasse in Karlsruhe 2013 года в беге на 60 метров с результатом  7,28.
Победительница соревнований Meeting Feminin du Val d’Oise 2013 года с результатом 22,87.